# حمد صباح الأحمد الصباح
الشيخ حمد صباح الأحمد الصباح، الابن الثاني لأمير الكويت الخامس عشر الشيخ صباح الأحمد الجابر الصباح.

## أعماله
يمتلك العديد من الشركات في الكويت منها:
- شركة المشاريع المتحدة - كامكو.
- شركة العقارات المتحدة.
- شركة المتحدة للشبكات.
- بنك برقان.

## حياته الأسرية
له من الأبناء:
- سلوى حمد صباح الصباح.
- صباح حمد صباح الصباح.